# Al Fresco (Husa)
Al Fresco is een compositie voor harmonieorkest van de Tsjechisch-Amerikaanse componist Karel Husa. Het is geschreven in opdracht van de Ithaca College Concert Band voor de Walter Beeler Memorial Commission Series. Dit harmonieorkest verzorgde ook de première van het werk onder leiding van de componist als gastdirigent 19 april 1975 op de National Association for Music Education (MENC) Conventie in Philadelphia (Pennsylvania).
Het werk werd opgenomen op cd door het Ithaca College Wind Ensemble, het Illinois State University Wind Symphony Orchestra en het Sinfonisches Jugendblasorchester Baden Württemberg.